# La Esperanza, Santa María Chimalapa
La Esperanza är en ort i Mexiko.   Den ligger i kommunen Santa María Chimalapa och delstaten Oaxaca, i den sydöstra delen av landet, 600 km öster om huvudstaden Mexico City. La Esperanza ligger 400 meter över havet och antalet invånare är 725.
Terrängen runt La Esperanza är huvudsakligen kuperad. La Esperanza ligger nere i en dal. Runt La Esperanza är det ganska glesbefolkat, med 31 invånare per kvadratkilometer. La Esperanza är det största samhället i trakten. I omgivningarna runt La Esperanza växer huvudsakligen savannskog.